# Лупово (Любуське воєводство)
Лупово (пол. Łupowo, нім. Loppow) — село в Польщі, у гміні Боґданець Ґожовського повіту Любуського воєводства.
Населення — 881 особа (2011).

## Демографія
Демографічна структура станом на 31 березня 2011 року:
|          | Загалом | Допрацездатний вік | Працездатний вік | Постпрацездатний вік |
| -------- | ------- | ------------------ | ---------------- | -------------------- |
| Чоловіки | 437     | 80                 | 329              | 28                   |
| Жінки    | 444     | 92                 | 275              | 77                   |
| Разом    | 881     | 172                | 604              | 105                  |